# Il Volo del mattino
Il Volo del mattino es un programa de radio presentado por Fabio Volo y que se emite en Radio Deejay. 
En el programa se suele hablar de temas variados, aunque el más frecuente es la relación entre hombres y mujeres. Con intervenciones de los oyentes y del simpático Spank, un perro de dibujos animados, Fabio Volo también ofrece un concentrado de poesías, monólogos y música seleccionada por él mismo. La selección musical, de hecho, es lo que más diferencia a Il Volo del mattino del resto de la programación de Radio Deejay. Entre los personajes que intervienen de forma habitual también está La zia Lety, la entrañable tía de Fabio, o Nicola il portinaio, el portero de la sede en Milán de Radio Deejay.
Antes de que llegara Spank al programa, su posición la ocuparon Heidi, Pedro y Rambo, entre otros personajes de ficción.
Maurizio Rossato es el encargado de la parte técnica del programa. 